# 山ちゃんボンバー
山ちゃんボンバー（やまちゃんボンバー、1976年10月4日-)は、日本のお笑い芸人、パチンコライター。ライターとしての所属は「パチマガスロマガ」。

## 人物
現役のお笑い芸人兼パチンコライター。芸人としての収入が少ないため、妻子ありの家庭を支えるための生活費をほとんどパチンコで稼いでいる。そのため、その腕と知識はパチプロ以上ともいわれる。パチテレ(CS放送）の人気番組「パチンコ実戦塾」に半年以上勝ち抜き出演。同番組では、番組歴代TOPタイの通算成績を残すものの、お笑いの方は相変わらず低空飛行。パチマガスロマガの同期ライター・亜城木仁とのコンビで『ガチとクズ』というパチンコ漫画の主役を務める。また、Vシネマ「夜王誕生-真黒の太陽-」で主役のホスト役を俳優として熱演した経験もある。
2019年5月、所属していた「オスカープロモーション」を退社し、フリー芸人になる。

## 主な出演
- パチンコ実戦塾（パチンコ★パチスロTV!、2015年7月 - ）
- 夜王誕生-真黒の太陽-（Vシネマ、2015年10月7日） - 吉男 役

### コンビ時代
- ちょこっとヘブンの秘密のかんころ餅（ニコニコ生放送、2013年10月 - 2015年1月）